# Episodi di Black Lightning (quarta stagione)
La quarta e ultima stagione della serie televisiva Black Lightning è stata trasmessa negli Stati Uniti d'America dall'8 febbraio al 24 maggio 2021 sul canale The CW.
In Italia la stagione è stata pubblicata su Netflix il 29 giugno 2021.
| n° | Titolo originale                                                  | Titolo italiano                                                         | Prima TV USA     | Prima TV Italia |
| -- | ----------------------------------------------------------------- | ----------------------------------------------------------------------- | ---------------- | --------------- |
| 1  | The Book of Reconstruction: Chapter One: Collateral Damage        | Il libro della ricostruzione: Capitolo primo: Danno collaterale         | 8 febbraio 2021  | 29 giugno 2021  |
| 2  | The Book of Reconstruction: Chapter Two: Unacceptable Losses      | Il libro della ricostruzione: Capitolo secondo: Perdite inaccettabili   | 15 febbraio 2021 | 29 giugno 2021  |
| 3  | The Book of Reconstruction: Chapter Three: Despite All My Rage... | Il libro della ricostruzione: Capitolo terzo: Malgrado la mia rabbia... | 22 febbraio 2021 | 29 giugno 2021  |
| 4  | The Book of Reconstruction: Chapter Four: A Light in the Darkness | Il libro della ricostruzione: Capitolo quarto: Una luce nell'oscurità   | 1º marzo 2021    | 29 giugno 2021  |
| 5  | The Book of Ruin: Chapter One: Picking Up the Pieces              | Il libro della rovina: Capitolo primo: Raccogliere i pezzi              | 8 marzo 2021     | 29 giugno 2021  |
| 6  | The Book of Ruin: Chapter Two: Theseus's Ship                     | Il libro della rovina: Capitolo secondo: La nave di Teseo               | 15 marzo 2021    | 29 giugno 2021  |
| 7  | Painkiller                                                        | Painkiller                                                              | 12 aprile 2021   | 29 giugno 2021  |
| 8  | The Book of Ruin: Chapter Three: Things Fall Apart                | Il libro della rovina: Capitolo terzo: Le cose vanno male               | 19 aprile 2021   | 29 giugno 2021  |
| 9  | The Book of Ruin: Chapter Four: Lyding                            | Il libro della rovina: Capitolo quarto: Sofferenza                      | 26 aprile 2021   | 29 giugno 2021  |
| 10 | The Book of Reunification: Chapter One: Revelations               | Il libro della riunificazione: Capitolo primo: Rivelazioni              | 3 maggio 2021    | 29 giugno 2021  |
| 11 | The Book of Reunification: Chapter Two: Trial and Errors          | Il libro della riunificazione: Capitolo secondo: Tentativi ed errori    | 10 maggio 2021   | 29 giugno 2021  |
| 12 | The Book of Resurrection: Chapter One: Crossroads                 | Il libro della resurrezione: Capitolo primo: Crocevia                   | 17 maggio 2021   | 29 giugno 2021  |
| 13 | The Book of Resurrection: Chapter Two: Closure                    | Il libro della resurrezione: Capitolo secondo: Chiusura                 | 24 maggio 2021   | 29 giugno 2021  |